# Rasino (Kaliningrad, Krasnosnamensk)
Rasino (russisch Разино, deutsch Doristhal, litauisch Stabartynė) ist ein verlassener Ort im Rajon Krasnosnamensk der russischen Oblast Kaliningrad.
Die Ortsstelle befindet sich vier Kilometer südöstlich von Pobedino (Schillehnen/Schillfelde). Von 1906 bis 1945 war der Ort Endstation eines Stranges der Pillkaller Kleinbahn.

## Geschichte

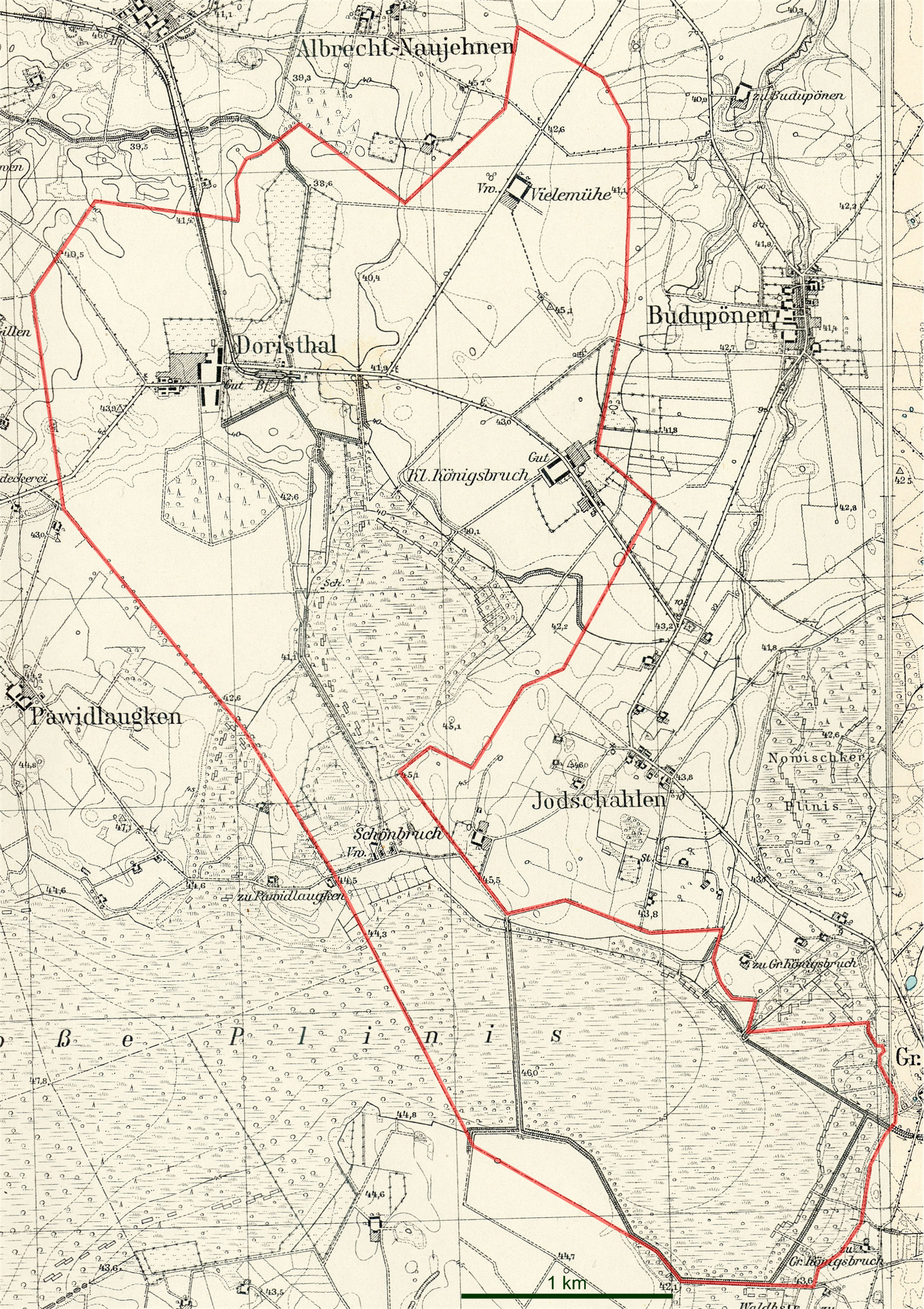
Die Gemeinde Doristhal auf einem Messtischblatt von 1936

Das adelige Gut Doristhal wurde nach 1765 auf urbar gemachtem Gebiet des Hochmoores Große Plinis (auch Königsbruch genannt, heute russisch Bolschije Kusty – „Große Sträucher“) gegründet. 1874 wurde der Gutsbezirk Doristhal namensgebend für einen neu gebildeten Amtsbezirk im Kreis Pillkallen. Dessen erster Amtsvorsteher war der Doristhaler Gutsbesitzer Heinrich Braemer. Zum Gutsbezirk Doristhal gehörten auch die beiden Vorwerke Schönbruch (zweieinhalb Kilometer südsüdöstlich), das um 1880 eingerichtet wurde, und Vielemühe (eineinhalb Kilometer nordöstlich) (s. u.). 1928 wurden die beiden Gutsbezirke Doristhal und Klein Königsbruch (eineinhalb Kilometer ostsüdöstlich) (s. u.) zur neuen Landgemeinde Doristhal zusammengefasst.
1945 kam der Ort in Folge des Zweiten Weltkrieges mit dem nördlichen Ostpreußen zur Sowjetunion. 1947 erhielt er den russischen Namen Rasino und wurde gleichzeitig dem neu gebildeten Dorfsowjet Pobedinski selski Sowet im Rajon Krasnosnamensk zugeordnet. Rasino wurde vor 1975 aus dem Ortsregister gestrichen.

### Einwohnerentwicklung
| Jahr | Einwohner | Bemerkungen                                |
| ---- | --------- | ------------------------------------------ |
| 1867 | 161       |                                            |
| 1871 | 158       | Davon in Vielemühe 38                      |
| 1885 | 199       | Davon in Schönbruch 34, in Vielemühe 52    |
| 1905 | 180       | Davon in Schönbruch 24, in Vielemühe 51(?) |
| 1910 | 162       |                                            |
| 1925 | 196       |                                            |
| 1933 | 235       | mit Klein Königsbruch                      |
| 1939 | 228       |                                            |

### Vielemühe
Das adelige Dorf Viel(e)mühe wurde zur selben Zeit wie das Gut Doristhal gegründet, von dem aus es verwaltet wurde. Später gehörte es als Vorwerk zum Gutsbezirk Doristhal.

### Klein Königsbruch
Auch die Gründung von Klein Königsbruch fällt in dieselbe Zeit wie die Gründung des Guts Doristhal, zu dem es als Vorwerk zunächst gehörte. Mitte des 19. Jahrhunderts wurde Klein Königsbruch ein eigenständiges Gut. 1874 wurde der Gutsbezirk Klein Königsbruch in den Amtsbezirk Doristhal eingegliedert. 1928 wurde der Gutsbezirk Klein Königsbruch mit dem Gutsbezirk Doristhal zur neuen Landgemeinde Doristhal zusammengeschlossen (s. o.).

#### Einwohnerentwicklung
| Jahr | Einwohner |
| ---- | --------- |
| 1867 | 71        |
| 1871 | 76        |
| 1885 | 89        |
| 1905 | 58        |
| 1910 | 76        |
| 1925 | 71        |

### Amtsbezirk Doristhal 1874–1945
Der Amtsbezirk Doristhal wurde 1874 im Kreis Pillkallen eingerichtet. Er bestand zunächst aus vier Landgemeinden (LG) und vier Gutsbezirken (GB).
| Name                            | Änderungsname von 1938 | Russischer Name nach 1945 | Bemerkungen                                                        |
| ------------------------------- | ---------------------- | ------------------------- | ------------------------------------------------------------------ |
| Berszeningken (LG)              | Fichtenhöhe (1928)     |                           |                                                                    |
| Budupönen [Ksp Schirwindt] (LG) | Moosbach (Ostpr.)      | Owraschkino               |                                                                    |
| Doristhal (GB)                  |                        | Rasino                    | 1928 mit dem GB Klein Königsbruch zur LG Doristhal zusammengefasst |
| Groß Königsbruch (LG)           |                        |                           |                                                                    |
| Jodzahlen (LG)                  | Herbstfelde            |                           | 1936 bis 1938: Jodschahlen                                         |
| Klein Königsbruch (GB)          |                        |                           | 1928 mit dem GB Doristhal zur LG Doristhal zusammengefasst         |
| Kummetschen (GB)                |                        |                           | 1928 zur LG Fichtenhöhe (ex Berszeningken)                         |
| Nowischken (GB)                 | Brämerhusen (1928)     | Beregowoje                | seit 1928 LG                                                       |

1935 wurden die Landgemeinden in Gemeinden umbenannt. Im Oktober 1944 umfasste der Amtsbezirk Doristhal noch die sechs Gemeinden Brämerhusen, Doristhal, Fichtenhöhe, Groß Königsbruch, Herbstfelde und Moosbach (Ostpr.). Die ehemaligen Gemeinden sind alle verlassen.

## Kirche
Doristhal, einschließlich Klein Königsbruch, gehörte zum evangelischen Kirchspiel Schirwindt.